# Nový Hrádek
Nový Hrádek település Csehországban, Náchodi járásban. Nový Hrádek Bohdašín, Olešnice v Orlických horách, Sněžné, Janov, Jestřebí, Borová, Česká Čermná és Mezilesí településekkel határos. Lakosainak száma 885 fő (2024. január 1.).

## Története
A település a 13. század végén, a Frymburk-kastély szomszédságában alakult ki. Első írásos említése 1362-ből való. Az 1419-1436 közötti huszita háborúk idején a frymburki vár ura opocnói Johann Městecký volt, aki Zsigmond császár oldalán harcolt.  1638-ban a harmincéves háború alatt a svédek a Frymburk-kastélyt gyújtották fel. 1651-ben 351, a hrádeki bírói kerülethez tartozó lakosát említették.
1735-ben a lakosság az orosz csapatok zaklatásaitól szenvedett, akik a lengyel trónöröklési háborúban I. Leszczyński ellen kampányoltak. 1736. április 10-én VI. Károly császár az elszenvedett károk megtérítéseként Hrádek városát három éves és egy heti vásár megtartásának kiváltságában részesítette; feltételezhetően a városfal megmagasítása is ez évben történt. 1790-től a hely neve Nový Hrádek, és ekkortól már bizonyítható volt a városi pecsét használata is.
1836-ban Nový Hrádek 212 házból állt, és 1238 lakosa volt. 1843-ban egy városi tűz 45 épületet pusztított el.
Az 1869-es népszámláláskor Nový Hrádeknek 1596 lakosa volt, ez egyúttal a valaha elért legmagasabb lakosságszám is volt.
A második világháború befejezése után Nový Hrádek 1945 és 1946 között az újonnan megalakult Okres Dobruškához került, majd visszaminősítették az Okres Nové Město nad Metují-ba, 1949-ben pedig visszakerült Okres Dobruškához, 1960-tól pedig az Okres Náchodhoz tartozik.

## Nevezetességek
- Szent Péter és Pál temploma. 1721 és 1723 között barokk stílusban alakították át. A főoltáron látható szentek portréi Peter Johann Brandl nevéhez fűződnek.
- Mária-oszlop a piactéren, melyet 1747-ben emeltek.
- Kő szökőkút, 1864-ben készült.
- Fából készült kápolna
- Mária zarándoktemplom Rokole, a falutól délre az Olešenka patak partján.

## Népesség
A település lakosságának változását az alábbi diagram mutatja:
| Lakosok száma | 2112 | 1902 | 1563 | 1101 | 799  | 704  | 833  | 848  | 853  | 885  |
|               | 1869 | 1890 | 1921 | 1950 | 1980 | 2001 | 2017 | 2019 | 2022 | 2024 |